# Fogde
För fogde i modern mening, se Kronofogdemyndigheten.
Fogde är en person som för annans räkning har uppsikt över något.
En fogde i Sverige var under äldre tider en ämbetsman och en titel i statsförvaltningen. Han förestod på regeringens vägnar styrelsen och uppbörden antingen inom ett landsområde eller i en stad.  Den fornsvenska beteckningen var foghate. Titeln fogde (försvenskning av latinets advocatus med betydelsen förespråkare eller biträde) avlöste på gårdarna titeln bryte under medeltiden, men speglar i stort sett samma ämbete: att ansvara för och förvalta någon sorts egendom åt dess ägare. Det kan vara en gård, ett markområde, eller ett slott, och då ses titeln fogde nästan som en avlösning av titeln jarl. På husabyarna, senare kallade kungsgårdar, styrde fogden. Därav ett av de äldre orden för fogde: husabyman. En annan synonym är prefectus.

## Olika sorters fogdar

### Konungens fogde
Med Magnus Erikssons stadslag år 1350 ingick kungens fogde som medlem i magistraten, "de äldste" i en stad, som övervakade den kommunala verksamheten, polis- och rättsväsendet, och agerade domstol.

### Byfogde
Bystämmans ledamöter kallades byalaget (eller byarådet) och dess ordförande byålderman (byaålderman eller byfogde).

### Gårdsfogde
Svenska kronofogdens motsvarighet.